# 윤선주
윤선주는 2006년 KBS 연기대상 작가상을 수상한 드라마 작가이다.

## 생애

### 집필 작품
- KBS2 드라마시티 《베일 속의 여자》
- 1996년~1997년 KBS2 《스타트》 (데뷔작)
- 2002년 KBS 수목드라마 《태양인 이제마》 (스토리텔러)
- 2004년~2005년 KBS 대하드라마 《불멸의 이순신》
- 2006년 KBS 수목드라마 《황진이》
- 2008년 KBS 대하드라마 《대왕 세종》
- 2012년 TV조선 《한반도》
- 2014년 SBS 월화드라마 《비밀의 문》
- 2017년 MBC 수목미니시리즈 《병원선》

### 수상
- 2006년 KBS 연기대상 작가상